# Colossendeis scoresbii
Colossendeis scoresbii is een zeespin uit de familie Colossendeidae. De soort behoort tot het geslacht Colossendeis. Colossendeis scoresbii werd in 1932 voor het eerst wetenschappelijk beschreven door Gordon. 